# Paaburissa
Paaburissa – wieś w Estonii, w prowincji Võru, w gminie Rõuge.